# Misratah (stad)
Misratah, Misrata, Misurata of Misoerata (Arabisch: مصراتة Mişrātah) is een stad in Libië en is de hoofdplaats van de gelijknamige gemeente.
De stad bevindt zich in het noordwesten van Libië en ligt in het midden van een oase die in het noorden en oosten aan zee grenst. De stad ligt 210 kilometer oostelijk van Tripoli.
Bij de schattingen van 2000 en 2005 telde de stad ongeveer 400.000 inwoners. Misratah is daarmee de op twee na grootste stad van Libië, na Tripoli en Benghazi.

## Geschiedenis
De stad bestond hoogstwaarschijnlijk al in de Romeinse tijd en heette toentertijd Tubartis. Over de oorsprong bestaat geen overeenstemming. Mogelijk is de stad 3000 jaar geleden al gesticht door de Feniciërs, maar volgens andere theorieën is Misratah óf door de Romeinen gesticht, óf pas in de 7e eeuw door de Arabieren. De oude naam wordt ook op verschillende manieren gespeld - Thubactis, Thubaqt, Tubartis en Tobasitis. De meeste historici gaan tegenwoordig ervan uit dat er pas sprake was van enige urbanisatie in de Romeinse tijd. In de 7e eeuw was de stad een centrum voor de bevoorrading van handelskaravanen. De stad heeft nog steeds een oud gedeelte met nauwe straten en steegjes die dateren uit de vroeg-islamitische periode.

### Opstand in Libië
Misratah werd vanaf februari 2011, tijdens de opstand in Libië, belegerd door het Qadhafiregime, nadat opstandelingen de stad hadden overgenomen. De stad was lange tijd de enige stad in het westen van Libië waar de rebellen het nog voor het zeggen hadden. Tijdens de belegering vielen naar schatting 1000 slachtoffers. Via de haven werden gewonden naar Benghazi gebracht. Ook was er haast geen eten, drinken of medicijnen in de stad meer te vinden. In mei werden de laatste Qadhafi-eenheden uit de stad verdreven.  

## Functies en activiteiten
Misratah heeft een middelgrote zeehaven aan de Middellandse Zee die is aangelegd aan het begin van de 20e eeuw door de Italianen. Hiervandaan worden vooral graan en dadels geëxporteerd. De stad herbergt ook lichte industrie als tapijtfabrieken en textielfabrieken maar ook zijn er in de buitenwijken staal- en ijzerfabrieken te vinden. De stad heeft geen universiteit maar er is een aantal hogescholen met banden met universiteiten elders. Er zijn diverse hotels.

## Geboren
- Omran Ben Shaaban (1990), rebellenlid